# 영등도서관
영등도서관은 전북특별자치도 익산시 소재의 시립 도서관이다.

## 연혁
- 2003년 11월 25일 영등도서관 개관.

## 시설현황
- 3층: 문화교실1·2, 자유열람실1·2·3
- 2층: 사무실, 전자자료실, 종합자료실, 문화교실3
- 1층: 어린이자료실1·2, 유아방, 사서업무지원실
- 지하 1층: 식당, 야외휴게실, 시청각실, 비품창고, 보존서고, 기계실, 전기실

## 이용 안내
이용 시간
| 구분       | 월요일        | 화~금요일     | 토·일요일     |
| ---------- | ------------- | ------------- | ------------- |
| 자료열람실 | 휴관          | 09:00 ~ 22:00 | 09:00 ~ 17:00 |
| 자유열람실 | 07:00 ~ 23:00 | 07:00 ~ 23:00 | 07:00 ~ 22:00 |
| 체육관     | 휴관          | 06:00 ~ 22:00 | 06:00 ~ 22:00 |

휴관일
- 자유열람실: 매월 둘째 월요일, 1월 1일, 설 당일 및 추석 당일
- 자료열람실(체육관): 매주 월요일